# Soyuz 22
Soyuz 22 foi uma missão espacial de ciências da terra usando uma cápsula Soyuz modificada, que havia servido com auxiliar para a missão teste do projeto Apollo-Soyuz no ano anterior.
Os cosmonautas Valery Bykovsky e Vladimir Aksyonov passaram uma semana fotografando a superfície da Terra com uma câmera especialmente construída. Esperava-se que estas observações auxiliariam na identificação de fontes de recursos naturais e ajudariam no planejamento econômico.

## Tripulação
| Posição           | Cosmonauta        |
| ----------------- | ----------------- |
| Comandante        | Valery Bykovsky   |
| Engenheiro de voo | Vladimir Aksyonov |

## Parâmetros da Missão
- Massa: 6 510 kg
- Perigeu: 185 km
- Apogeu: 296 km
- Inclinação: 64,8°
- Período: 89,3 minutos

## Pontos altos da missão
Possuía uma órbita incomum às naves Soyuz; com inclinação de 64,75º; uma inclinação que não havia sendo usada desde o Programa Voskhod. A razão para isto era simples — ela maximizava a cobertura terrestre, especialmente da Alemanha Oriental.
A carga principal era uma câmera multi-spectral Carl Zeiss-Jena construída na Alemanha Oriental. Ela foi montada no lugar do sistema de aterrissagem na frente do Módulo Orbital. Um cosmonauta iria controlar as operações da câmera no Módulo Orbital enquanto o segundo mudaria a orientação do módulo de descida.
Houve duas mudanças de órbita, ambas com 24 horas do lançamento. O primeiro, na quarta órbita mudou a órbita de 280 km a 250 km e a segunda queima na décima sexta órbita circularizou as futuras órbitas torno de 257 km e 251 km. Oficialmente os objetivos eram:
Verificar e melhorar os métodos técnicos e científicos de estudar as características geológicas da superfície da Terra de acordo com os interesses das economias nacionais da União Soviética e da República Democrática da Alemanha.
A câmera possuía seis lentes (4 para luz visível e 2 para infravermelho) que fotografaram uma faixa de 165 km de largura pré-selecionada na superfície da Terra. Isto significava, de acordo com os soviéticos que mais de meio milhão de quilômetros quadrados podiam ser fotografados em 10 minuto.
Um nota interessante é que paralelamente a esta missão, a NATO estava conduzindo exercícios militares sobre o codinome "Exercise Teamwork" na Noruega. Isto foi fora da inclinação normal das estações Almaz, e esta missão pode ter sido usada para auxilia-la.
As primeiras imagens de teste da câmera foram da linha ferroviária Baikal-Amur que estava sendo construída. No terceiro dia da missão foram tiradas fotos da Sibéria no Mar de Okhotsk na manhã e do noroeste da USSR.
No quarto dia, para investigar a atmosfera terrestre, o grupo fotografou a Lua surgindo e se pondo conforme eles orbitavam a Terra. Isto também permitiu que eles vissem o quão limpa ou embaçadas eram as janelas das naves espaciais eram. Também foram fotografadas a Ásia Central, Cazaquistão e Sibéria, com o foco principal em formações geológicas seus efeitos na agricultura.
O quinto dia foi voltado ao Azerbaijão, os Urais do sul, e a linha ferroviária Baikal-Amur novamente e a Sibéria Ocidental. Ao mesmo tempo uma segunda câmera voava em uma aeronave e fotografava as mesmas regiões para comparar as imagens posteriormente.
O sexto dia viu as imagens de Sibéria, o norte da URSS e o lado europeu da URSS e de acordo com a TASS, áreas que nunca haviam sido "alvos de câmeras espaciais" anteriormente.
A último dia se voltou à Alemanha Oriental, aonde uma aeronave AN-30 estava sobrevoando carregando uma câmera idêntica a uma da Soyuz 22. O grupo também refotografou a Ásia Central, o Cazaquistão, a Sibéria Ocidental e o sudoeste da USSR para compará-las com as fotos anteriores desta mesma missão.
Um dos trabalhos mais estranhos que o grupo tinha que realizar era a desmontagem da câmera para alcançar os filtros (azul, verde, laranja, vermelho, violeta e preto) usados. Isto era porque eles precisavam calibrar as imagens de volta para a Terra. Este trabalho tomou-lhes muitas horas para ser realizado.
Além das fotos da Terra, durante a semana da missão o grupo também realizou uma série de experimentos biológicos. Eles utilizaram uma pequena centrífuga no módulo orbital para ver como as plantas cresciam em gravidade artificial. Eles também investigaram os efeitos dos raios cósmicos passando através de seus olhos. Este efeito foi primeiramente observado pelos astronautas da Apollo durante suas fases de descanso. Eles viam flashes brilhantes quando eles fechavam seus olhos. Isto era devido aos raios cósmicos passando através dos olhos. A Soyuz 22 também carregava um pequeno aquário de modo que o grupo poderia observar o desenvolvimento do peixe.
Após a missão bem sucedida o grupo pegou os cassetes de filme e outros itens que iriam retornar à Terra e os colocaram no módulo de reentrada. A retroqueima, reentrada e aterrissagem foram absolutamente nominais.
O grupo fotografou 30 áreas com 2400 fotografias. Nenhum dos cassetes era defeituoso e todas as imagens eram de boa qualidade. Os resultados, como foi dito, iriam beneficiar experts nos campos da agricultura, cartografia, mineralogia, e hidrologia.